# تابوت المرزبان
تابوت المرزبان هو نصب تذكاري جنائزي من الرخام الهلنستي القديم عثر علية في مقبرة صيدا الملكية في صيدا، لبنان، ويُعتقد أنه نشأ من فترة الإمبراطورية الأخمينية الفارسية (منتصف القرن الخامس قبل الميلاد). يُعتقد أن النقوش تصور المرزبان الفارسي، الذي يُفترض أن جسده كان يسكن القبر.
ويحمل أهمية تاريخية لحرفيته الفنية ورؤاه الثقافية، ولا سيما الاختلاط الثقافي الذي شهدته المنطقة في ذلك الوقت، بين الثقافات اليونانية والفارسية والمشرقية.
وهو موجود حاليًا في متاحف إسطنبول للآثار.

## المميزات
السمة الفنية الأساسية هي النقوش البارزة المعقدة على جانبي التابوت: مشهد مأدبة على أحد الطرفين، ومشهد رحلة ومشهد صيد على كلا الجانبين الطويلين. يُظهر مشهد المأدبة، حيث يكون المرزبان مستلقيًا على أريكة فخمة، ويشارك في الولائم والمرح، تصوير المرزبان بشكل ملكي، في إشارة إلى مكانته العالية. تظل هويته الدقيقة موضع نقاش تاريخي.
يقدم العلماء تفسيرات مختلفة لمشهد المأدبة. يقترح البعض أنه يمثل احتفال المرزبان بحياته الأرضية وقوته الإلهية المتصورة في الحياة الآخرة. يجادل آخرون بأنه ببساطة يصور النبلاء الأصليين وهم يستمتعون بالحياة.
تعتبر تفاصيل الزينة، مثل سعيفات النخيل وزهور اللوتس، متوافقة مع الزخارف الأيونية.
ويعتبر أنه يعكس التفاعلات بين الثقافتين اليونانية والفارسية في عالم البحر الأبيض المتوسط القديم.

## الاكتشاف والنقل إلى اسطنبول
في بداية العام 1887، تقدّم ابن صيدا محمد الشريف من السلطات المحليّة بطلب، تمّت الموافقة عليه، للقيام باستخراج حجارة من أرضه التي يملكها في القيّاعة بمحاذاة نهر القملة في الوسطاني (تعرف حالياً ببستان الياس الشيخ). أرض محمد الشريف هذه كانت تتميز بالصخر الكلسي خلافاً لكل ما يحيط بها من بساتين الليمون حيث التربة الغنية الصالحة للزراعة. هذه الطبيعة الصخرية كانت السبب وراءاستغلال محمد لأرضه بتحويلها الى مقلع. وقد كان غائباً عن محمد، بالطبع، ان أسلافه الصيداويين كانوا قد سبقوه الى استغلال هذه الأرض بعينها ولكن بطريقة مغايرة كلّياً!، بعد بدء الأعمال، وفي الثاني من آذار 1887، أسرع محمد الشريف الى قائمقام صيدا في ذلك الوقت، صادق بيه، ليبلّغه عن اكتشافه لبئر عميقة في تلك الأرض وأنها على الأرجح تحوي في قعرها توابيت قديمة. في اليوم الثاني، وصل صادق بيه الى الموقع ليتأكد من صحة المعلومات بنفسه. تطلّب النزول الى قعر البئر استعمال الحبال لمسافة عاموديّة تقارب الخمسة عشر متراً. وعند أسفل الجدار الشرقي للبئر ومن خلال فتحة جانبية، ظهر تابوتان حجريان تكسو أحدهما منحوتات بديعة. عندها تأكّد للقائمقام أنّه على عتبة اكتشاف أثري بالغ الأهمّية، فقام بإبلاغ كل من ناشد باشا وهو الحاكم العام في سوريا حينها، ونصوحي باشا متصرّف بيروت، عن ذلك الإكتشاف العظيم، ووضع الموقع تحت حماية أسعد أفندي، قائد الجندرمة في صيدا.

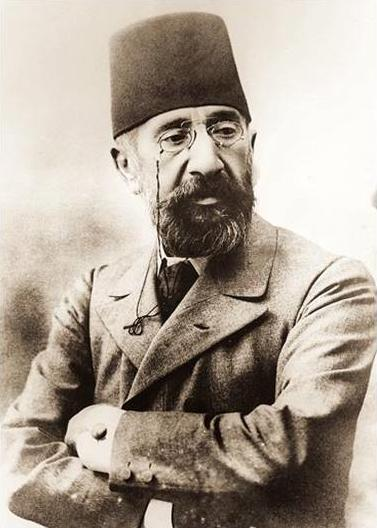
عثمان حمدي بيه، رائد علم الآثار العثماني

وبهدف استكشاف البئر بشكل تام، قامت السلطات بارسال بشارة أفندي كبير مهندسي الولاية في ذلك الوقت، الذي وجد بدوره ان قعر البئر عبارة عن غرفة صغيرة خالية (مدافن) تتوسّط غرفاً سبعة تحوي مجتمعةً سبعة عشر تابوتاً حجريّاً تنافس بعضها بعضا في الجمال والروعة. وهكذا بات من المؤكد أن أرض محمد الشريف تحوي في باطنها مقبرةً ملكيّة قل نظيرها! طار الخبر الى اسطنبول حيث كان الاهتمام بالآثار حينها على أوجه. فقد كان العثمانيون يبحثون في كل أراضي السلطنة عن آثار الأزمنة الغابرة لعرضها في متاحفهم الفتية وللتباهي بولادة علم الآثار المتخصص عندهم، الذي كان مفخرة الدول المتقدمة في ذلك الزمن وعلامة الدخول في الحداثة الغربية. قام السلطان عبدالحميد الثاني بإرسال عثمان حمدي بيه، مدير المتحف الأركيولوجي في اسطنبول، الى صيدا لتوثيق المكتشفات والإشراف على عملية نقلها الى اسطنبول. انطلق عثمان حمدي بيه الى صيدا في الثامن عشر من نيسان ليصلها في الثلاثين منه. وبعد خمسين يوماً، أي في العشرين من حزيران، كان يعتلي ظهر سفينته المنطلقة من شاطئ القملة عائدةً الى اسطنبول، وفي بطنها كنز من التوابيت والمقتنيات الأثرية الثمينة التي تعود لملوك صيدا القدماء. تم افتتاح الجناح الرئيسي في المتحف الأركيولوجي في اسطنبول في حزيران عام 1890 وكان هذا الجناح قد بُني خصيصاً لاستضافة آثار المقبرة الملكية في صيدا، وهو من تصميم المعماري الفرنسي-العثماني الكسندر فالوري. وما تزال هذه الآثار في مكانها حتى يومنا هذا في الجناح المخصص لها تحت عنوان: (مقبرة صيدا الملكية)، يتصدرها تابوت الاسكندر العظيم، جوهرة المتحف بلا منازع.

## أنظر أيضا
- تابوت أشمونعازر الثاني
- أشمون عازر الثاني
- تابوت تابنيت
- اللغة الفينيقية
- فينيقيا
- صيدا
- تاريخ صيدا
- الإمبراطورية الأخمينية